# Limnephilus ademus
Limnephilus ademus är en nattsländeart som beskrevs av Ross 1941. Limnephilus ademus ingår i släktet Limnephilus och familjen husmasknattsländor. Inga underarter finns listade i Catalogue of Life.